# Sân bay Cacique Aramare
Sân bay Cacique Aramare (IATA: PYH, ICAO: SVPA), là một sân bay ở Puerto Ayacucho, Venezuela. Sân bay Cacique Aramare có một đường băng dài 2572 m bề mặt nhựa đường.

## Các hãng hàng không và các tuyến bay
Hiện có các hãng hàng không sau đang hoạt động tại sân bay này:
- Conviasa (Caracas)